# Блумфилд (стадион)
«Блумфилд» (ивр. אצטדיון בלומפילד‎) — футбольный стадион в Тель-Авиве, Израиль. Является домашней ареной для местных футбольных клубов «Хапоэль», «Маккаби» и «Бней-Иегуда». Стадион рассчитан на 29 400 зрителей.

## История
«Блумфилд» был построен на месте старого стадиона «Хапоэля». Деньги на стадион были предоставлены канадской ассоциацией труда Израиля. Проект финансировался в Канаде и был назван в честь братьев Бернарда и Луиса Блумфилдов. Стадион был открыт 12 октября 1962 года. Во время открытия прошёл товарищеский матч между «Хапоэлем» и «Твенте».
В 1963 году конкурент «Хапоэля» во внутреннем чемпионате — «Маккаби» переехал на «Блумфилд». Также в 2004 году «Бней-Иегуда» переехал на «Блумфилд» и этот стадион стал единственным, на котором выступали сразу 3 команды. Также на стадионе в 2006—2008 годах проходил товарищеский турнир — Кубок Первого канала, в том числе и финал последнего розыгрыша.
В сентябре 2010 года УЕФА присвоил стадиону «Блумфилд» 4-ю категорию. Это один из двух стадионов в Израиле, рейтинг УЕФА которого позволяет играть на нём матчи основного этапа Лиги чемпионов и Лиги Европы УЕФА, чемпионата Европы (за исключением финалов Лиги чемпионов/Лиги Европы и финальных матчей чемпионатов Европы). Первой командой игравшей на стадионе «Блумфилд» матчи основного (группового) этапа Лиги чемпионов стал тель-авивский «Хапоэль», игравший на этой арене свои домашние матчи этого турнира в сезоне 2010/11.
В 2016—2019 годах стадион был закрыт на капитальный ремонт и реконструкцию, в результате которой количество мест на стадионе было увеличено до 29 400.